# De goddeloze tuin van Eden
De goddeloze tuin van Eden (Engels: A Case of Conscience) is een sciencefictionroman uit 1958 van de Amerikaanse schrijver James Blish. Het verhaal begon echter al in 1953, als een novelle. Er zouden nog een drietal boeken van Blish verschijnen, die gezien worden als vervolgen. A case of Conscience won in 1959 een Hugo Award. 

## Verhaal
Het is het jaar 2049. De bevolking van de Aarde leeft grotendeels onder de grond. De wapenwedloop is op niets uitgelopen, men keerde zich tot betere manieren om te verdedigen, dan om aan te vallen. De Verenigde Naties hebben het voor het zeggen. Ondertussen is de Jezuïet Pater Ramon Ruiz-Sanchez uit Peru naar de planeet Lithia gezonden om contacten te leggen. Ruiz-Sanchez treft een ideale wereld aan zonder oorlog of geweld. Alles wordt met de rede opgelost. De Lithianen kennen geen enkele vorm van religie. Tevens is er een gebrek aan allerlei materialen, die op Aarde juist als “onmisbaar” worden genoemd. De naam Lithia werd gekozen omdat een metaal nu juist extreem veel voorkomt: lithium.
Ruiz—Sanchez wordt tijdens kennismaking bijgestaan door Cleaver (natuurkundige), Michelis (chemicus) en Agronski (geoloog). Na verloop van tijd maakt Ruiz-Sanchez contact met Chtexa, lid van de plaatselijke bevolking. Deze legt hem zijn wereld verder uit aan de pater. De gehele wereld lijkt voor hem een utopie zonder dat een God daarbij is betrokken. Hij kent uit zijn geschiedenis maar een geval, waarin dat eerder is voorkomen. Het is een “valse wereld” geschapen door Satan. Als de vier vertegenwoordigers moeten beslissen wat zij verder met deze wereld willen ontstaan meningsverschillen. Cleaver wil de planeet gebruiken voor winning en opslag van pegmatiet en de isotopen van lithium. Op Aarde is weliswaar een evenwicht, maar Cleaver schat in dat in de toekomst het toch noodzakelijk zal zijn om lithium te gebruiken voor het kernarsenaal. Cleaver ziet de plaatselijke bevolking als dom en meent dat zij nooit het huidige intellectuele stadium zullen ontgroeien vanwege het gebrek aan ijzer. Ze raken volgens hem dus nooit in de ijzertijd en blijven dus altijd relatief onschuldig. Michelis zit een ideale handelspartner in de Lithianen. Grondstoffen genoeg en altijd vrede zijn daarbij een goed uitgangspunt. Agronski vindt het allemaal wel goed. Ruiz-Sanchez is voor een quarantaine. Hij vertrouwt die wereld niet, vanwege het gebrek aan een scheppingsverhaal.
Gevieren reizen zij terug naar Aarde, vergezeld door Egtverschi. Het is nog een foetus in een ei, die volgens de normen van de Aarde groot gebracht zal worden. Dit blijkt echter verstorend te werken. De aard van de Lithianen lijkt vast te liggen in hun DNA en Egtverschi heeft een vrije geest, die maar niet kan wennen aan de voorgeschreven en ongeschreven wetten op Aarde. Hij weet zich na verloop van tijd omringd door medestanders. Dat loopt zo uit de hand, dat men probeert een weg te vinden om hem terug te brengen. Dat stuit op problemen. Egtverschi past dan wel niet in het stramien van de Aarde, maar kan ook niet communiceren met zijn moederplaneet. Hij is die taal niet machtig. Ondertussen heeft Cleaver zijn zin in het geheim doorgedrukt en is begonnen met opslag en verwerking van lithium-6. Ruiz-Sanchez moet zich verantwoorden in Vaticaanstad voor zijn mening. Het katholieke geloof gaat nog steeds uit van dat het heelal geschapen is door God, de mening van de Peruviaan wordt als heiligschennis gezien. Om nog eenmaal contact te leggen met Chtexa wordt Ruiz-Sanchez naar de Maan gebracht. Daar staat een communicatiemiddel dat werkt op “real-time”, de vertraging door tijd/afstand heeft men weten te overbruggen. Na nog een gesprek te hebben gevoerd, blijkt dat Cleaver de communicatieapparatuur op Lithia aan het vernietigen is. Uiteindelijk ziet Ruiz-Sanchez dat Lithia vernietigd wordt.

## Achtergrond
Het is een van de weinige sciencefictionverhalen uit de jaren 50 waarbij religie op de voorgrond treedt. De reacties op dit boek waren lauw. Sciencefiction werd niet gezien als een serieuze literaire stroming. Blish liet in het midden wie nou uiteindelijk schuldig was aan het vernietigen van de planeet. De pure wetenschapper Cleaver of de geestelijke Ruiz-Sanchez met zijn doem.    